# Håsjö landskommun
Håsjö landskommun var en tidigare kommun i Jämtlands län.

## Administrativ historik
Håsjö landskommun inrättades i Håsjö socken i Jämtland när 1862 års kommunalförordningar trädde i kraft 1863. Den upphörde vid kommunreformen 1952, då den gick upp i Kälarne landskommun. Sedan 1974 tillhör området Bräcke kommun.

## Kommunvapen
Håsjö landskommun förde inte något vapen.

## Politik

### Mandatfördelning i valen 1938-1946
| 13 | 4 | 3 |

| 19 |

| 14 | 6 |

| 18 |

| 1 | 12 | 7 |

| 19 |